# جورج غالو
جورج غالو (بالإنجليزية: George Gallo)‏ هو منتج أفلام وكاتب سيناريو ومخرج أمريكي، ولد في 1956 في بورت تشيستير في الولايات المتحدة.

## وصلات خارجية
- جورج غالو على موقع IMDb (الإنجليزية)
- جورج غالو على موقع ألو سيني (الفرنسية)
- جورج غالو على موقع أول موفي (الإنجليزية)
- جورج غالو على موقع بوكس أوفيس موجو (الإنجليزية)
- جورج غالو على موقع قاعدة بيانات الأفلام السويدية (السويدية)
- جورج غالو على موقع قاعدة بيانات الفيلم (الإنجليزية)
- جورج غالو على موقع كينوبويسك (الروسية)